# Kawerau
Kawerau – miasto w Nowej Zelandii, na Wyspie Północnej. Miasto położone jest 100 km na południowy wschód od Tauranga i 58 km na wschód od Rotorua. W 2005 r. miasto liczyło ok. 6,6 tys. mieszkańców.
W mieście rozwinął się przemysł drzewno-papierniczy oraz rzemieślniczy.